# Льянерос (футбольный клуб, Гуанаре)
«Льяне́рос» (полное название — «Льянерос де Гуанаре Эскуэла де Футболь») (исп. Llaneros de Guanare Escuela de Fútbol) — венесуэльский футбольный клуб из города Гуанаре.

## История

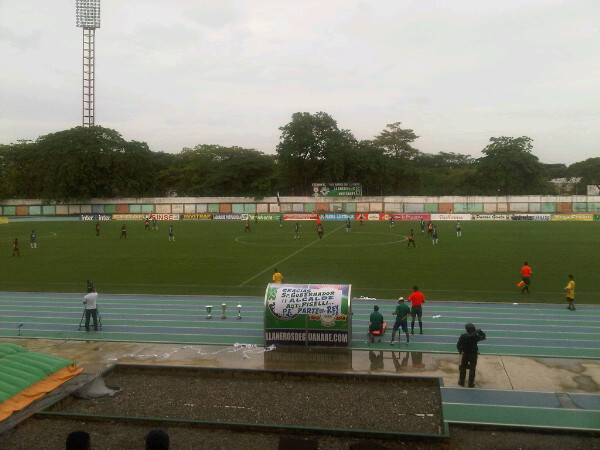
Стадион «Рафаэль Каллес Пинто».

Клуб основан 26 августа 1984 года под названием ФК «Льянерос де Гуанаре» (исп. Llaneros de Guanare Fútbol Club). В «Примере» Венесуэлы дебютировал в 1992 году. Играя в высшем дивизионе, «Льянерос» особых успехов не добивался, занимая места в нижней части турнирной таблицы. Четырежды клуб вылетал в «Сегунду», наиболее долгий срок пребывания клуба во втором дивизионе пришёлся на начало 21-го века, когда он провёл в «Сегунде» шесть сезонов подряд, и поднялся в «Примеру» лишь благодаря её расширению. По итогам сезона 2010/11 команда поднялась из Сегунды в Примеру, на следующий год «Льянерос» занял 13-е место в чемпионате и сохранил прописку в высшем дивизионе.
В 2015 году название команды было изменено на «Льянерос де Гуанаре Эскуэла де Футболь» (исп. Llaneros de Guanare Escuela de Fútbol), что переводится как «Школа футбола „Льянерос из Гуанаре“». В 2017 году команда вылетела из Примеры, но сразу же стала победителем Второго дивизиона и вернулась в элиту.
Домашние матчи команда проводит на стадионе «Рафаэль Каллес Пинто», вмещающем 6 000 зрителей.

## Достижения
- Победитель Второго дивизиона Венесуэлы (4): 1995/96, 1998/99, 2010/11, 2018